# Cipriano de Tolón
Cipriano de Toulon (Cyprianus Tolonensis) (473-3 de octubre de 546), obispo de Toulon durante el siglo VI.
Nació en Marsella, siendo miembro de la familia Montolieu, siendo joven se convierte en discípulo de Cesáreo de Arlés, quien le ordena diácono en 505, sacerdote en 506, y le consagra como obispo en 516.
Fue monje de la abadía de San Víctor de Marsella (514-517), hasta que es nombrado obispo de Toulon.
Como obispo de Toulon, Cipriano participó en numerosos consejos francos en la primera mitad del siglo VI, oponiéndose enérgicamente al semipelagianismo, que, en los círculos monásticos de la abadía de Lérins, minimizó el alcance del pecado original y el papel de la gracia divina, afirmando que, por su naturaleza humana y su voluntad, el hombre también tiene y en gran medida la fuerza para realizar el ideal evangélico, defendiendo la doctrina católica sobre la gracia, argumentando que nadie puede, por sí mismo, hacer el más mínimo progreso en el conocimiento de las realidades divinas si no es llamado desde el principio por una gracia considerada de Dios:
- Arlés, 16 de junio de 524[1]
- Carpentras, 6 de noviembre de 527[2]
- Orange, 3 de julio de 529[3]
- Vaison, 5 de noviembre de 529[4]
- Valence, 529[5]
- Marsella, 26 de mayo de 533[6]
- Orleans, 14 de mayo de 541[7]

En particular, debido a su ausencia, Cesáreo encargó a Cipriano que dirigiera el consejo de Valence en 529, durante el cual el obispo de Toulon logró convencer a los obispos presentes de aceptar la doctrina católica sobre la gracia divina y el libre albedrío establecido en el consejo de Orange unos meses antes.
Dijo que convirtió al catolicismo a dos jefes visigodos, Mandrier y Flavian, que se convirtieron en anacoretas y mártires de la península de Mandrier.
Poco después de la muerte de Cesáreo (543), Cipriano escribió una biografía de su gran maestro en dos libros, Vita Cesarii, siendo promovidos por petición de la abadesa Cesária la joven, quién fue la cabeza del convento en Arlés desde 529. La obra es una de los restos biográficos más valiosos del siglo VI. Cipriano fue ayudado por los obispos, Firmino y Viventio, amigos de Cesáreo, así como por el sacerdote Messiano y el diácono Esteban. La parte principal del trabajo hasta el capítulo 14 del primer libro fue probablemente escrito por él mismo.
En 1892, la serie Monumenta Germaniae Historica publicó otro escrito suyo, una carta al obispo Máximo de Ginebra, que analiza algunas de las cuestiones teológicas en disputa de esa época (Wilhelm Gundlach y Ernst Dümmler (edd.), Epistolae Merowingici et Karolini aevi (I), 1892 (= Monumenta Germaniae Historica, Epistolae (Quart), t. III), págs. 434-436).
La biografía fue editada por D'Achery y Mabillon en el Acta Sanctorum Ord. S. Benedicti, Venecia 1733, vol. i. p. 636ff, también en el Acta Sanctorum de los Bolandistas con fecha de 27 de agosto. Una traducción inglesa moderna es de W.E. Klingshirn, Caesarius de Arles: Vida, Testamento, Cartas. Textos traducidos para historiadores, 19 (Liverpool, 1994).
Se conmemora a San Cipriano el 3 de octubre.